# شاین بردلی
شاین بردلی (انگلیسی: Shayne Bradley؛ زادهٔ ۸ دسامبر ۱۹۷۹) بازیکن فوتبال اهل بریتانیا است.
از باشگاه‌هایی که در آن بازی کرده‌است می‌توان به باشگاه فوتبال منزفیلد تاون، باشگاه فوتبال سوئیندون تاون، باشگاه فوتبال ساوت‌همپتون، باشگاه فوتبال اکستر سیتی، باشگاه فوتبال لینکولن سیتی، باشگاه فوتبال چسترفیلد، و باشگاه فوتبال ایستوود اشاره کرد.
وی همچنین در تیم ملی فوتبال England schoolboys بازی کرده‌است.